# Pierre Janssen
Pierre Jules César Janssen, francoski astronom, * 22. februar 1824, Pariz, Francija, † 23. december 1907, Meudon, Francija.
Janssen je neodvisno od Lockeyerja spektroskopsko odkril helij.
Francoska akademija znanosti od leta 1886 podeljuje Janssenovo medaljo (Médaille Janssen). Francosko astronomsko društvo od leta 1897 podeljuje nagrado Julesa Janssena (Prix Jules Janssen).